# Žornava
Žornava (ukrajinsky Жорнава, maďarsky Malomrét) je část obce Zahorb, v územní komunitě (hromadě) Stavne, v okresu Užhorod na Zakarpatské Ukrajině. Leží na řece Uh, do které se vlévá potok Vorotečnyj. Je zde železniční zastávka na železniční trati Sambir – Čop. V roce 2001 zde žilo 602 obyvatel.

## Historie
První písemná zmínka pochází z roku 1602. Do uzavření Trianonské smlouvy byla ves součástí Uherska, poté byla součástí Československa. Od roku 1945 byla součástí Ukrajinské sovětské socialistické republiky, která byla součástí Sovětského svazu; nakonec od roku 1991 je součástí samostatné Ukrajiny.

## Zajímavost
V době první československé republiky si oblast okolo Žornavy pro svá díla vybrali zakladatelé Zakarpatské malířské školy – umělci Jozef Bokšay a Vojtěch Erdélyi. Vesnice je proto také známá jako Zakarpatský Barbizon.